# Turanobius leptonychus
Espèce
Turanobius leptonychus est une espèce d'araignées aranéomorphes de la famille des Oecobiidae.

## Distribution
Cette espèce est endémique de la province de Khatlon au Tadjikistan,. Elle se rencontre vers Khuruson et Pyandzh.

## Description
Le mâle holotype mesure 2,37 mm et la femelle paratype 2,15 mm

## Systématique et taxinomie
Cette espèce a été décrite par Zamani, Marusik et Fomichev en 2024.

## Publication originale
- Zamani, Marusik & Fomichev, 2024 : « A new genus of Oecobiinae (Araneae: Oecobiidae) from Iran and Central Asia. » Journal of Natural History, vol. 58, no 21/24, p. 737-749.